# Jak jsme se učili slušně nadávat
Jak jsme se učili slušně nadávat je kniha pro děti od Vojtěcha Steklače. Je jednou ze série knih, které vyprávějí o partě kluků z pražských Holešovic. Kniha vyšla v roce 2004. Je jednou z mála knih o holešovické partě, kterou neilustroval Adolf Born, ale Jaromír F. Palme.
Kniha obsahuje sedm povídek o Boříkovi a jeho kamarádech Čendovi, Mirkovi a Alešovi. Nejdelší a nejzajímavější je poslední povídka Jak jsem se zamiloval, v níž se Bořík náhodně (telefonát na vymyšlené číslo během nemoci) seznámí s holkou Petrou a protože jsou oba podobně střelení, začnou spolu chodit. Jenže spolu chodí jen pár dnů a pak se Petra odstěhuje s rodiči do Švýcarska, takže jejich vztah skončí podobně jako už dříve s Růženkou (Boříkovy lapálie II). Ostatní povídky jsou celkem krátké; vyprávějí například, jak se kluci vypraví na návštěvu za Boříkovou pekeleckou babičkou nebo jak se celá třída domluví, že budou ve škole jeden den vzorní. Jedna z povídek, Jak jsme hráli divadlo, už se objevila v knize Čenda & spol..